# Hemiarcha basipercna
Hemiarcha basipercna är en fjärilsart som beskrevs av Turner 1933. Hemiarcha basipercna ingår i släktet Hemiarcha och familjen stävmalar. Inga underarter finns listade i Catalogue of Life.